# Mirko Gashi
Mirko Gashi, född 1939, död 1995, var en albansk poet.
Mirko Gashi var skollärare i början. Han studerade ett år i högskola och blev därefter journalist. Förutom jobb på Radio Prishtina arbetade han även för tidningen Kosovo. Han var även aktiv inom teater.
Mirko Gashi var en talangfull poet men blev aldrig en central figur inom albansk poesi. Mirko Gashi översatte albansk litteratur till serbokroatiska. Han dog i sviterna av sin alkoholism.

### Fotnoter
1. ↑  läs online, www.gazetaexpress.com .[källa från Wikidata]
2. ↑  läs online, www.albanianliterature.net .[källa från Wikidata]